# Cornelia Deiac
Cornelia Ioana Deiac (née le 20 mars 1988 à Oradea) est une athlète roumaine, spécialiste du saut en longueur. 

## Palmarès
| Date | Compétition                    | Lieu      | Résultat | Marque |
| ---- | ------------------------------ | --------- | -------- | ------ |
| 2005 | Championnats du monde cadets   | Marrakech | 3e       | 6,25 m |
| 2006 | Championnats du monde juniors  | Pékin     | 6e       | 6,33 m |
| 2011 | Championnats d'Europe en salle | Paris     | 7e       | 6,45 m |
| 2011 | Universiade                    | Shenzhen  | 4e       | 6,45 m |
| 2013 | Championnats d'Europe en salle | Göteborg  | 6e       | 6,52 m |
| 2014 | Championnats des Balkans       | Pitești   | 2e       | 6,42 m |

## Records
| Épreuve          | Épreuve      | Performance | Lieu     | Date            |
| ---------------- | ------------ | ----------- | -------- | --------------- |
| Saut en longueur | En plein air | 6,70 m      | Bucarest | 17 juillet 2010 |
| Saut en longueur | En salle     | 6,67 m      | Bucarest | 28 janvier 2012 |